# Temovec
 Temovec falu Horvátországban Krapina-Zagorje megyében. Közigazgatásilag Sveti Križ Začretjéhez tartozik.

## Fekvése
Zágrábtól 29 km-re északra, községközpontjától 4 km-re délnyugatra a Horvát Zagorje területén az A2-es autópálya közelében fekszik..

## Története
A településnek 1857-ben 125, 1910-ben 294 lakosa volt. Trianonig Varasd vármegye Krapinai járásához tartozott. A településnek 2001-ben 236 lakosa volt.

## Külső hivatkozások
Sveti Križ Začretje község hivatalos oldala